# Odontodes aleuca
Odontodes aleuca là một loài bướm đêm trong họ Noctuidae.